# Afrikaans kampioenschap voetbal vrouwen 1991
Het Afrikaans kampioenschap voetbal vrouwen 1991 (of CAF vrouwenkampioenschap) was de eerste editie van dit voetbaltoernooi voor landenteams en gold tevens als kwalificatietoernooi voor het wereldkampioenschap voetbal vrouwen.
Acht landen hadden zich voor deelname ingeschreven. Vier landen trokken zich na de loting terug voor deelname. De overige vier deelnemers vervolgden middels thuis- en uitwedstrijden het kampioenschap. Nigeria veroverde de eerste titel en plaatste zich met de overwinning ook voor de eerste editie van het WK.

## Deelname
| Congo-Brazzaville | Nigeria  |
| Ghana             | Senegal  |
| Guinee            | Zambia   |
| Kameroen          | Zimbabwe |

## Eindronde
t.z.t. = trok zich terug 

### Eerste ronde
| Datum | Team #1  | 1e  | 2e       | Team #2           | Datum |
| ----- | -------- | --- | -------- | ----------------- | ----- |
| 16/02 | Nigeria  | 5-1 | 2-1      | Ghana             | 03/03 |
|       | Kameroen |     | t.z.t. > | Congo-Brazzaville |       |
|       | Guinee   |     | t.z.t. > | Senegal           |       |
|       | Zambia   |     | t.z.t. > | Zimbabwe          |       |

### Tweede ronde
| Datum | Team #1  | 1e  | 2e       | Team #2 | Datum |
| ----- | -------- | --- | -------- | ------- | ----- |
| 04/05 | Nigeria  | 3-0 | 4-0      | Guinee  | 19/05 |
|       | Kameroen |     | t.z.t. > | Zambia  |       |

### Finale
| Datum | Team #1 | 1e  | 2e  | Team #2  | Datum |
| ----- | ------- | --- | --- | -------- | ----- |
| 15-06 | Nigeria | 2-0 | 4-0 | Kameroen | 30/05 |

## Kampioen
| Afrikaans kampioenschap vrouwenvoetbal 1991 |
| ------------------------------------------- |
| NIGERIA 1ste titel                          |

1991 ·
1995 · 
1998 · 
2000 · 
2002 · 
2004 · 
2006 · 
2008 · 
2010 ·
2012 ·
2014 ·
2016 ·
2018 ·
2022